# آرجون آپدورای
آرجون آپدورای انسان‌شناس و جامعه‌شناس فرهنگ گرا که در سال ۱۹۴۹ در بمبئی در هند به دنیا آمد و مطالعه بر مدرنیته و جهانی‌شدن را در حوزه پژوهش خود قرار داد.
او تحصیلات خود را در ایالات متحده و به ویژه در دانشگاه شیکاگو انجام داد جایی که او هم‌اکنون در آن جا استاد است. مطالعات اصلی او دربارهٔ کشمکش‌های دوران استعمار (۱۹۸۱) و در تفاوتهای فرهنگی در فرایند جهانی شدن است. این یک متفکر که از مخالفین سرسخت ساموئل هانتینگتون است.